# Сан-П'єтро-ін-Гуарано
Сан-П'єтро-ін-Гуарано, Сан-П'єтро-ін-Ґуарано (італ. San Pietro in Guarano, сиц. Santu Pietru in Guaranu) — муніципалітет в Італії, у регіоні Калабрія,  провінція Козенца.
Сан-П'єтро-ін-Гуарано розміщений на відстані близько 440 км на південний схід від Риму, 55 км на північний захід від Катандзаро, 7 км на північний схід від Козенци.
Населення — 3696 осіб (2014).
Щорічний фестиваль відбувається 29 червня. Покровитель — Святий Петро (San Pietro).

## Демографія
Населення за роками:

Станом на 1 січня 2023 року в муніципалітеті офіційно проживало 50 іноземців з 10 країн, серед них 35 громадян країн Євросоюзу та 4 громадяни України.

## Сусідні муніципалітети
- Кастільйоне-Козентіно
- Челіко
- Лаппано
- Ренде
- Розе
- Ровіто
- Дзумпано